# 2010 JJ124
2010 BK118, também escrito como 2010 JJ124, é um corpo celeste que é classificado como um centauro, numa classificação estendida de centauros. Ele possui uma magnitude absoluta de 6,6 e tem um diâmetro estimado de cerca de 211 km.

## Descoberta
2010 BK118 foi descoberto no dia 11 de maio de 2010 pelos astrônomos A. Udalski, S. S. Sheppard e C. A. Trujillo.

## Órbita
A órbita de 2010 BK118 tem uma excentricidade de 0,719 e possui um semieixo maior de 83,990 UA. O seu periélio leva o mesmo a uma distância de 23,615 UA em relação ao Sol e seu afélio a 144 UA.